# ۱۷۶۹ (میلادی)
در این صفحه وقایع مهم سال ۱۷۶۹ میلادی فهرست شده‌اند.

## زادروزها
- ۱۱ آوریل – ژان لان، فرمانده نظامی فرانسوی (د. ۱۸۰۹)
- ۱۳ آوریل – تامس لاورنس، نقاش بریتانیایی (د. ۱۸۳۰)
- ۱ مه – آرتور ولزلی، نخست‌وزیر بریتانیا (د. ۱۸۵۲)
- ۲ مه – جان ملکم، سیاستمدار، مورخ و فرستادهٔ کمپانی هند شرقی بریتانیا به دربار قاجار (د. ۱۸۳۳)
- ۱۵ اوت – ناپلئون بناپارت، نخستین امپراتور فرانسه (د. ۱۸۲۱)

## درگذشت‌ها
- ۲ فوریه – کلمنت سیزدهم، کشیش ایتالیایی (ز. ۱۶۹۳)
- ۲۰ آوریل – رئیس پونتیاک، سیاست‌مدار آمریکایی
- ۱۳ دسامبر – کریستیان فورشتگت گلرت، شاعر و نویسنده آلمانی (ز. ۱۷۱۵)